# Đavolji nokat
Đavolji nokat (huperzija, hupercija; lat. Huperzia), rod ljekovitih trajnica iz porodice crvotočina rasprostranjen po gotovo cijelom svijetu. U Africi ne rastu, osim na Madagaskaru. Preko 60 priznatih vrsta (62, plus osam hibrida). U Hrvatskoj je poznata jedino sjajna huperzija
Huperzia ima mnogo istih karakteristika kao i druge vrste Lycopodiaceae: oblik lišća poput jele, dihotomno grananje stabljike i cvjetove/spore, koji se nazivaju strobili. Većina vrsta nalazi se u alpskim regijama s umjerenim okruženjima, što znači da uspijevaju u prilično jedinstvenom ekosustavu, ova okruženja često imaju jaku maglu, kišu.

## Vrste
1. Huperzia acicularis Björk
2. Huperzia appalachiana Beitel & Mickel
3. Huperzia archboldiana (Nessel) Holub
4. Huperzia arunachalensis (D. D. Pant & P. S. Pandey) Fraser-Jenk.
5. Huperzia asiatica (Ching) N. Shrestha & X. C. Zhang
6. Huperzia australiana (Herter) Holub
7. Huperzia beccarii (Alderw.) Holub
8. Huperzia beiteliana Mickel
9. Huperzia bucahwangensis Ching
10. Huperzia campestris (Alderw.) Holub
11. Huperzia catharinae (Christ) Holub
12. Huperzia ceylanica (Spring) Rothm.
13. Huperzia chinensis (Christ) Ching
14. Huperzia chishuiensis X. Y. Wang & P. S. Wang
15. Huperzia continentalis Testo, A. Haines & A. V. Gilman
16. Huperzia crispata (Ching) Ching
17. Huperzia delavayi (Christ & Herter) Ching
18. Huperzia emeiensis (Ching & H. S. Kung) Ching & H. S. Kung
19. Huperzia erosa Beitel & W. H. Wagner
20. Huperzia erubescens (Brack.) Holub
21. Huperzia europaea Björk
22. Huperzia everettii (Herter) Holub
23. Huperzia fuegiana (Roiv.) Holub
24. Huperzia gedeana (Alderw.) Holub
25. Huperzia goliathensis (Alderw.) Holub
26. Huperzia haleakalae (Brack.) Holub
27. Huperzia herteriana (Kümmerle) T. Sen & U. Sen
28. Huperzia javanica (Sw.) Fraser-Jenk.
29. Huperzia jejuensis B. Y. Sun & J. Lim
30. Huperzia kangdingensis (Ching) Ching
31. Huperzia kunmingensis Ching
32. Huperzia laipoensis Ching
33. Huperzia lajouensis Ching
34. Huperzia leishanensis X. Y. Wang
35. Huperzia liangshanica (H. S. Kung) Ching & H. S. Kung
36. Huperzia lucidula (Michx.) Trevis.
37. Huperzia medogensis Ching & Y. X. Lin
38. Huperzia meghalaica Fraser-Jenk.
39. Huperzia miniata (Spring) Trevis.
40. Huperzia minima (Herter) Holub
41. Huperzia miyoshiana (Makino) Ching
42. Huperzia muscicola W. M. Chu
43. Huperzia nanchuanensis (Ching & H. S. Kung) Ching & H. S. Kung
44. Huperzia nanlingensis Shrestha, F. W. Xing, X. P. Qi, Y. H. Yan & X. C. Zhang
45. Huperzia occidentalis (Clute) Kartesz & Gandhi
46. Huperzia petrovii Sipliv.
47. Huperzia porophila (F. E. Lloyd & Underw.) Holub
48. Huperzia quasipolytrichoides (Hayata) Ching
49. Huperzia rubicaulis S. K. Wu & X. Cheng
50. Huperzia saururoides (Bory & d'Urv.) Rothm.
51. Huperzia selago (L.) Bernh.
52. Huperzia serrata (Thunb.) Trevis.
53. Huperzia shresthae Fraser-Jenk.
54. Huperzia somae (Hayata) Ching
55. Huperzia sprengeri (Nessel) Holub
56. Huperzia suberecta (Lowe) Tardieu
57. Huperzia subintegra (Hillebr.) Beitel & W. H. Wagner
58. Huperzia sumatrana (Alderw.) Holub
59. Huperzia sutchueniana (Herter) Ching
60. Huperzia tibetica (Ching) Ching
61. Huperzia yakusimensis (Herter) Holub
62. Huperzia zollingeri (Herter) Holub
63. Huperzia × bartleyi (Cusick) Holub
64. Huperzia × buttersii (Abbe) Kartesz & Gandhi
65. Huperzia × carlquistii Beitel & W. H. Wagner
66. Huperzia × gillettii Beitel & W. H. Wagner
67. Huperzia × josephbeitelii A. Haines
68. Huperzia × medeirosii Beitel & W. H. Wagner
69. Huperzia × protoporophila A. Haines
70. Huperzia × sulcinervia (Spring) Trevis.